# Női 1500 méteres gyorsúszás a 2009-es úszó-világbajnokságon
A női 1500 méteres gyorsúszás versenyt a 2009-es úszó-világbajnokságon július 27-én és 28-án rendezték meg. Előbb a selejtezőt, másnap a döntőt.

## Rekordok
|                    | Név          | Nemzetiség                | Idő      | Helyszín      | Dátum             |
| ------------------ | ------------ | ------------------------- | -------- | ------------- | ----------------- |
| Világcsúcs         | Kate Ziegler | Amerikai Egyesült Államok | 15:42.54 | Mission Viejo | 2007. június 27.  |
| Világbajnoki csúcs | Kate Ziegler | Amerikai Egyesült Államok | 15:53.05 | Melbourne     | 2007. március 27. |

## Érmesek
| Arany                         | Ezüst               | Bronz                   |
| Olaszország · Alessia Filippi | Dánia · Lotte Friis | Románia · Camelia Potec |

## Eredmény

### Selejtező
| Helyezés | Úszók                       | Nemzetiség | Idő      | Selejtező | Pálya | Megj. |
| -------- | --------------------------- | ---------- | -------- | --------- | ----- | ----- |
| 1        | Lotte Friis                 | DEN        | 15:58.23 | 2         | 4     | NR    |
| 2        | Kristel Köbrich             | CHI        | 15:58.75 | 2         | 5     | SA    |
| 3        | Camelia Potec               | ROU        | 16:02.21 | 3         | 4     |       |
| 4        | Alessia Filippi             | ITA        | 16:04.34 | 3         | 4     |       |
| 5        | Erika Villaécija García     | ESP        | 16:04.78 | 4         | 5     |       |
| 6        | Wendy Trott                 | RSA        | 16:08.96 | 3         | 5     | AF    |
| 7        | Chloe Sutton                | USA        | 16:12.56 | 2         | 3     |       |
| 8        | Melissa Gorman              | AUS        | 16:16.83 | 2         | 6     |       |
| 9        | Haley Anderson              | USA        | 16:20.62 | 4         | 2     |       |
| 10       | Maiko Fujino                | JPN        | 16:21.09 | 3         | 3     |       |
| 11       | Eider Santamaria            | ESP        | 16:21.75 | 4         | 3     |       |
| 12       | Andreina Pinto              | VEN        | 16:22.29 | 4         | 7     | NR    |
| 13       | Ren Junni                   | CHN        | 16:27.74 | 1         | 3     |       |
| 14       | Patricia Castañeda Miyamoto | MEX        | 16:28.03 | 4         | 1     | NR    |
| 15       | Gráinne Murphy              | IRL        | 16:28.47 | 2         | 1     | NR    |
| 16       | Susana Escobar              | MEX        | 16:31.30 | 3         | 8     |       |
| 17       | Martina Rita Caramignoli    | ITA        | 16:33.40 | 3         | 7     |       |
| 18       | Isabelle Harle              | GER        | 16:33.79 | 3         | 6     |       |
| 19       | Nina Dittrich               | AUT        | 16:34.02 | 3         | 2     |       |
| 20       | Jekatyerina Szelivjorsztova | RUS        | 16:36.37 | 2         | 2     |       |
| 21       | Natsumi Iwashita            | JPN        | 16:37.22 | 2         | 7     |       |
| 22       | Tjasa Oder                  | SLO        | 16:37.73 | 4         | 6     |       |
| 23       | Nuala Murphy                | IRL        | 16:37.97 | 2         | 0     |       |
| 24       | Ionela Cozma                | ROU        | 16:38.48 | 2         | 8     |       |
| 25       | Lim Shu En Lynette          | SIN        | 16:41.49 | 4         | 9     | NR    |
| 26       | Savannah King               | CAN        | 16:43.25 | 4         | 0     |       |
| 27       | Swann Oberson               | SUI        | 16:44.08 | 3         | 1     |       |
| 28       | Iris Matthey                | SUI        | 16:51.99 | 3         | 0     |       |
| 29       | Teja Zupan                  | SLO        | 17:09.79 | 4         | 8     |       |
| 30       | Cho Youn Soo                | KOR        | 17:12.67 | 3         | 9     |       |
| 31       | Darneyis Orozco             | VEN        | 17:31.44 | 1         | 4     |       |
| 32       | Nada Abbas                  | EGY        | 17:39.57 | 1         | 5     |       |

### Döntő
| Helyezés  | Úszók                   | Nemzetiség | Idő      | Pálya | Megj.  |
| --------- | ----------------------- | ---------- | -------- | ----- | ------ |
| Aranyérem | Alessia Filippi         | ITA        | 15:44.93 | 6     | ER, CR |
| Ezüstérem | Lotte Friis             | DEN        | 15:46.30 | 4     | NR     |
| Bronzérem | Camelia Potec           | ROU        | 15:55.63 | 3     |        |
| 4         | Kristel Köbrich         | CHI        | 15:57.57 | 5     | SA     |
| 5         | Erika Villaécija García | ESP        | 16:00.25 | 2     | NR     |
| 6         | Wendy Trott             | RSA        | 16:09.22 | 7     |        |
| 7         | Melissa Gorman          | AUS        | 16:09.66 | 8     |        |
| 8         | Chloe Sutton            | USA        | 16:16.10 | 1     |        |